# Tephrosia persica
Tephrosia persica är en ärtväxtart som beskrevs av Pierre Edmond Boissier. Tephrosia persica ingår i släktet Tephrosia och familjen ärtväxter. Inga underarter finns listade i Catalogue of Life.